# Нашвілл (Вісконсин)
Нашвілл (англ. Nashville) — місто (англ. town) в США, в окрузі Форест штату Вісконсин. Населення — 1215 осіб (2020).

## Демографія
Згідно з переписом 2010 року, у місті мешкали 1064 особи в 448 домогосподарствах у складі 297 родин. Було 1404 помешкання
Расовий склад населення:
| - 62,4 % — білих - 35,6 % — корінних американців - 0,2 % — азіатів - 0,1 % — чорних або афроамериканців |

До двох чи більше рас належало 1,4 %. Частка іспаномовних становила 0,8 % від усіх жителів.
За віковим діапазоном населення розподілялося таким чином: 23,2 % — особи молодші 18 років, 57,5 % — особи у віці 18—64 років, 19,3 % — особи у віці 65 років та старші. Медіана віку мешканця становила 44,9 року. На 100 осіб жіночої статі у місті припадало 109,0 чоловіків;  на 100 жінок у віці від 18 років та старших — 101,2 чоловіків також старших 18 років.
Середній дохід на одне домашнє господарство  становив 45 924 долари США (медіана — 31 400), а середній дохід на одну сім'ю — 56 125 доларів (медіана — 40 234). Медіана доходів становила 36 458 доларів для чоловіків та 30 556 доларів для жінок. За межею бідності перебувало 26,7 % осіб, у тому числі 41,4 % дітей у віці до 18 років та 10,8 % осіб у віці 65 років та старших.
Цивільне працевлаштоване населення становило 446 осіб. Основні галузі зайнятості: мистецтво, розваги та відпочинок — 23,8 %, освіта, охорона здоров'я та соціальна допомога — 17,3 %, виробництво — 10,8 %, публічна адміністрація — 10,3 %.